# Campionato sudamericano per club 2019 (pallavolo maschile)
Il campionato sudamericano per club 2019 si è svolto dal 26 febbraio al 2 marzo 2019 a Belo Horizonte, in Brasile: al torneo hanno partecipato sei squadre di club sudamericane e la vittoria finale è andata per la sesta volta, la quarta consecutiva, al Sada.

## Impianti
|                                                                                        |  |  |
|                                                                                        |  |  |
| Arena Juscelino Kubitschek Città: Belo Horizonte Capienza: 4 000 Anno d'apertura: 1952 |  |  |

## Regolamento

### Formula
Le squadre hanno disputato una prima fase a gironi con formula del girone all'italiana; al termine della prima fase:
- Le prime due classificate di ogni girone hanno acceduto alla fase finale per il primo posto strutturata in semifinali, finale per il terzo posto e finale.
- L'ultima classificata di ogni girone ha acceduto alla finale per il quinto posto.

### Criteri di classifica
Se il risultato finale è stato di 3-0 o 3-1 sono stati assegnati 3 punti alla squadra vincente e 0 a quella sconfitta, se il risultato finale è stato di 3-2 sono stati assegnati 2 punti alla squadra vincente e 1 a quella sconfitta.
L'ordine del posizionamento in classifica è stato definito in base a:
- Punti;
- Numero di partite vinte;
- Ratio dei set vinti/persi;
- Ratio dei punti realizzati/subiti.

## Squadre partecipanti
| Squadra          | Qualificazione                                | Ultima partecipazione                 |
| ---------------- | --------------------------------------------- | ------------------------------------- |
| Obras Sanitarias | Vincitrice della Coppa Argentina 2018         | Debutto                               |
| UPCN             | Vincitrice Liga Argentina de Voleibol 2017-18 | Campionato sudamericano per club 2017 |
| Minas            | Squadra organizzatrice                        | Campionato sudamericano per club 2014 |
| Sada             | Vincitrice Superliga Série A 2017-18          | Campionato sudamericano per club 2018 |
| Regatas Lima     | Vincitrice Liga Nacional Superior 2017-18     | Debutto                               |
| Nacional         | 2ª alla Super Liga Uruguaya de Voleibol 2018  | Debutto                               |

## Torneo

### Fase a gironi
| Girone A     | Girone B         |
| ------------ | ---------------- |
| UPCN         | Obras Sanitarias |
| Sada         | Minas            |
| Regatas Lima | Nacional         |

#### Girone A

##### Risultati
| 26 febbraio 2019 Arena Juscelino Kubitschek, Belo Horizonte Durata: ? - Spettatori: ? | Sada | 3 - 2 | UPCN         | 23-25, 18-25, 25-22, 25-20, 15-11 |
| 27 febbraio 2019 Arena Juscelino Kubitschek, Belo Horizonte Durata: ? - Spettatori: ? | Sada | 3 - 0 | Regatas Lima | 25-13, 25-14, 25-15               |
| 28 febbraio 2019 Arena Juscelino Kubitschek, Belo Horizonte Durata: ? - Spettatori: ? | UPCN | 3 - 1 | Regatas Lima | 25-22, 21-25, 25-15, 25-17        |

##### Classifica
| Pos | Squadra      | Pt | G | V | P | SV | SP | Ratio | PF  | PS  | Ratio |
| --- | ------------ | -- | - | - | - | -- | -- | ----- | --- | --- | ----- |
| 1   | Sada         | 5  | 2 | 2 | 0 | 6  | 2  | 3,000 | 181 | 144 | 1,256 |
| 2   | UPCN         | 3  | 2 | 1 | 1 | 5  | 4  | 1,250 | 199 | 185 | 1,075 |
| 3   | Regatas Lima | 0  | 2 | 0 | 2 | 1  | 6  | 0,166 | 120 | 171 | 0,701 |

#### Girone B

##### Risultati
| 26 febbraio 2019 Arena Juscelino Kubitschek, Belo Horizonte Durata: ? - Spettatori: ? | Minas            | 3 - 1 | Obras Sanitarias | 21-25, 25-20, 25-22, 25-22 |
| 27 febbraio 2019 Arena Juscelino Kubitschek, Belo Horizonte Durata: ? - Spettatori: ? | Minas            | 3 - 0 | Nacional         | 25-23, 25-12, 25-25        |
| 28 febbraio 2019 Arena Juscelino Kubitschek, Belo Horizonte Durata: ? - Spettatori: ? | Obras Sanitarias | 3 - 0 | Nacional         | 25-19, 25-20, 25-22        |

##### Classifica
| Pos | Squadra          | Pt | G | V | P | SV | SP | Ratio | PF  | PS  | Ratio |
| --- | ---------------- | -- | - | - | - | -- | -- | ----- | --- | --- | ----- |
| 1   | Minas            | 6  | 2 | 2 | 0 | 6  | 1  | 6,000 | 171 | 139 | 1,230 |
| 2   | Obras Sanitarias | 4  | 2 | 1 | 1 | 4  | 3  | 1,333 | 164 | 157 | 1,044 |
| 3   | Nacional         | 0  | 2 | 0 | 2 | 0  | 6  | 0,000 | 111 | 150 | 0,740 |

### Fase finale

#### Finale 1º e 3º posto
|  | Semifinali       | Semifinali       | Semifinali |      |      | Finale 1º/2º posto | Finale 1º/2º posto | Finale 1º/2º posto |  |
|  |                  |                  |            |      |      |                    |                    |                    |  |
|  | Sada             | Sada             | 3          |      |      |                    |                    |                    |  |
|  | Sada             | Sada             | 3          |      |      |                    |                    |                    |  |
|  | Obras Sanitarias | Obras Sanitarias | 2          |      |      |                    |                    |                    |  |
|  | Obras Sanitarias | Obras Sanitarias | 2          |      | Sada | Sada               | 3                  |                    |  |
|  |                  |                  |            |      | Sada | Sada               | 3                  |                    |  |
|  |                  |                  | UPCN       | UPCN | 1    |                    |                    |                    |  |
|  | UPCN             | UPCN             | UPCN       | UPCN | 1    | 3                  |                    |                    |  |
|  | UPCN             | UPCN             |            |      |      | 3                  |                    |                    |  |
|  | Minas            | Minas            | 0          |      |      | Finale 3º/4º posto | Finale 3º/4º posto | Finale 3º/4º posto |  |
|  | Minas            | Minas            | 0          |      |      |                    |                    |                    |  |
|  |                  |                  |            |      |      |                    |                    |                    |  |
|  |                  |                  |            |      |      | Minas              | Minas              | 1                  |  |
|  |                  |                  |            |      |      | Minas              | Minas              | 1                  |  |
|  |                  |                  |            |      |      | Obras Sanitarias   | Obras Sanitarias   | 3                  |  |

##### Semifinali
| 1º marzo 2019 Arena Juscelino Kubitschek, Belo Horizonte Durata: ? - Spettatori: ? | Sada | 3 - 2 | Obras Sanitarias | 24-26, 22-25, 27-25, 25-23, 15-13 |
| 1º marzo 2019 Arena Juscelino Kubitschek, Belo Horizonte Durata: ? - Spettatori: ? | UPCN | 3 - 0 | Minas            | 27-25, 25-18, 25-14               |

##### Finale 3º posto
| 2 marzo 2019 Arena Juscelino Kubitschek, Belo Horizonte Durata: ? - Spettatori: ? | Minas | 1 - 3 | Obras Sanitarias | 20-25, 25-22, 24-26, 17-25 |

##### Finale
| 2 marzo 2019 Arena Juscelino Kubitschek, Belo Horizonte Durata: ? - Spettatori: ? | Sada | 3 - 1 | UPCN | 25-19, 25-18, 21-25, 25-16 |

#### Finale 5º posto
| 1º marzo 2019 Arena Juscelino Kubitschek, Belo Horizonte Durata: ? - Spettatori: ? | Nacional | 0 - 3 | Regatas Lima | 17-25, 22-25, 13-25 |

## Classifica finale
| Pos | Squadre          | Qualificazione                |
| --- | ---------------- | ----------------------------- |
|     | Sada             | Coppa del Mondo per club 2019 |
|     | UPCN             |                               |
|     | Obras Sanitarias |                               |
| 4   | Minas            |                               |
| 5   | Regatas Lima     |                               |
| 6   | Nacional         |                               |

## Premi individuali
| Premio                | Nome                | Squadra          |
| --------------------- | ------------------- | ---------------- |
| MVP                   | Taylor Sander       | Sada             |
| Miglior palleggiatore | Maximiliano Cavanna | UPCN             |
| Miglior opposto       | Jesús Herrera       | Obras Sanitarias |
| Miglior schiacciatore | Rodrigo Leão        | Sada             |
| Miglior schiacciatore | Osniel Melgarejo    | Obras Sanitarias |
| Miglior centrale      | Flávio Gualberto    | Minas            |
| Miglior centrale      | Isac Santos         | Sada             |
| Miglior libero        | Matías Salvo        | UPCN             |